# Ilha Malden
A Ilha Malden, historicamente chamada também Ilha Independence, é uma pequena e desabitada ilha do Oceano Pacífico central. Faz parte das Ilhas da Linha, pertencentes a Kiribati. É famosa pelas suas misteriosas construções megalíticas: pirâmides, plataformas, templos e estradas. Também é o lugar do primeiro ensaio nuclear do Reino Unido, feito em 1957 (Operação Grapple). 
Malden situa-se 448 km a sul da Linha do Equador 2 834 km a sul de Honolulu e a mais de 7 000 km a oeste da costa da América do Sul. A ilha mais próxima é a desabitada ilha Starbuck, a 204 km a sudoeste. O lugar habitado mais próximo é Tongareva (atol Penrhyn), 450 km a sudoeste e o mais próximo aeroporto fica na ilha Christmas, a 676 km a noroeste. Outras ilhas próximas, todas desabitadas, são a ilha Jarvis, 691 km a noroeste, a ilha Vostok, 713 km a sul-sudeste, e a ilha Caroline a 852 km a sudeste.
Foi descoberta em 30 de julho de 1825 pelo capitão inglês George Anson (Lord) Byron, primo do famoso poeta Lord Byron, enquanto repatriava os restos do rei e da rainha do Havai, que morreram de sarampo durante a sua visita a Londres. Byron nomeou a ilha em honra do lugar-tenente Charles Malden, que a explorou. 
A ilha encontrava-se desabitada, mas foram descobertas construções megalíticas notáveis e estranhas. Especulou-se muito sobre a sua origem e as suas funções, mas até agora as conclusões arqueológicas apontam para uma origem polinésia. 
Durante a primeira metade do século XIX a ilha foi visitada por várias vezes por baleeiros norte-americanos. Foi reclamada pelos Estados Unidos com o propósito de recolher guano (segundo o Guano Islands Act), mas os britânicos adiantaram-se, e exploraram-na durante sessenta anos. 
Em 1957 Malden foi utilizada pelos britânicos para fazer três ensaios termonucleares atmosféricos. Os Estados Unidos continuaram a disputar a soberania aos britânicos até à independência de Kiribati em 1979. 

## Flora e fauna
Por via do isolamento e aridez da ilha Malden, a vegetação de porte médio é relativamente rara. Há 16 espécies de plantas vasculares registadas, das quais nove são locais. A ilha está coberta por Sida fallax e ervas rasteiras. A espécie Pisonia grandis tem dificuldade em sobreviver. Coqueiros plantados pelos exploradores de guano não vingaram, e apenas um ou outro sobrevivem. Espécies introduzidas, como Tribulus cistoides, dominam hoje áreas abertas, e dão abrigo a colónias de garajaus-escuros (Onychoprion fuscata).
Dois tipos de lagarto (Lepidodactylus lugubris e Ablepharus boutonii) encontram-se na ilha Malden, tal como uma espécie de libélula e 19 espécies de aves marinhas. Tartarugas-verdes nidificam nas praias, e há certa abundância de caranguejos-eremitas.
Gatos, porcos, cabras e ratos domésticos foram introduzidos em Malden durante a ocupação da ilha para extração de guano. Destes, apenas um ou outro gato selvagem e alguns ratos ainda talvez se encontrem. 

## Imagens da ilha

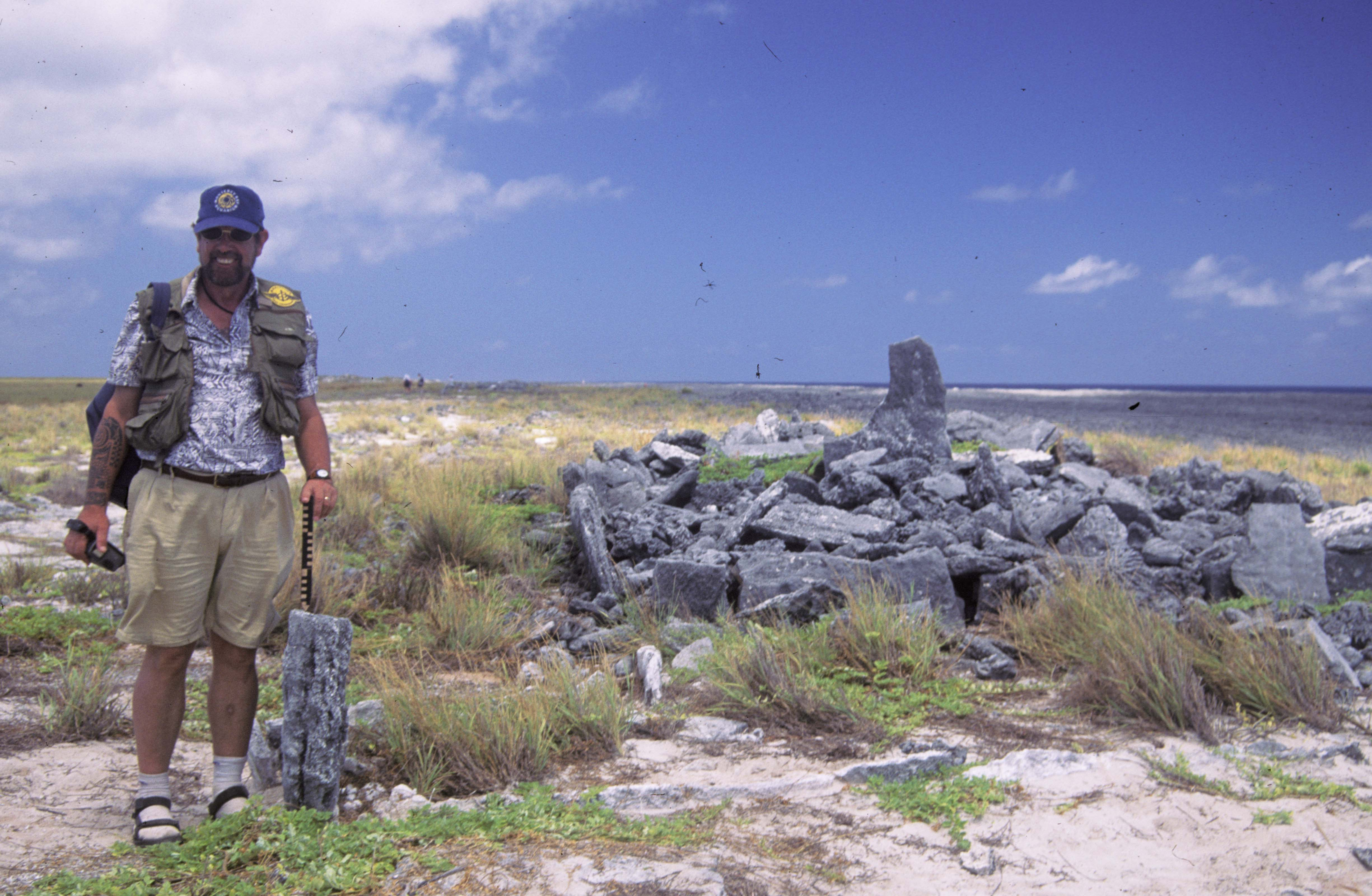
Antigas ruínas polinésias na ilha Malden
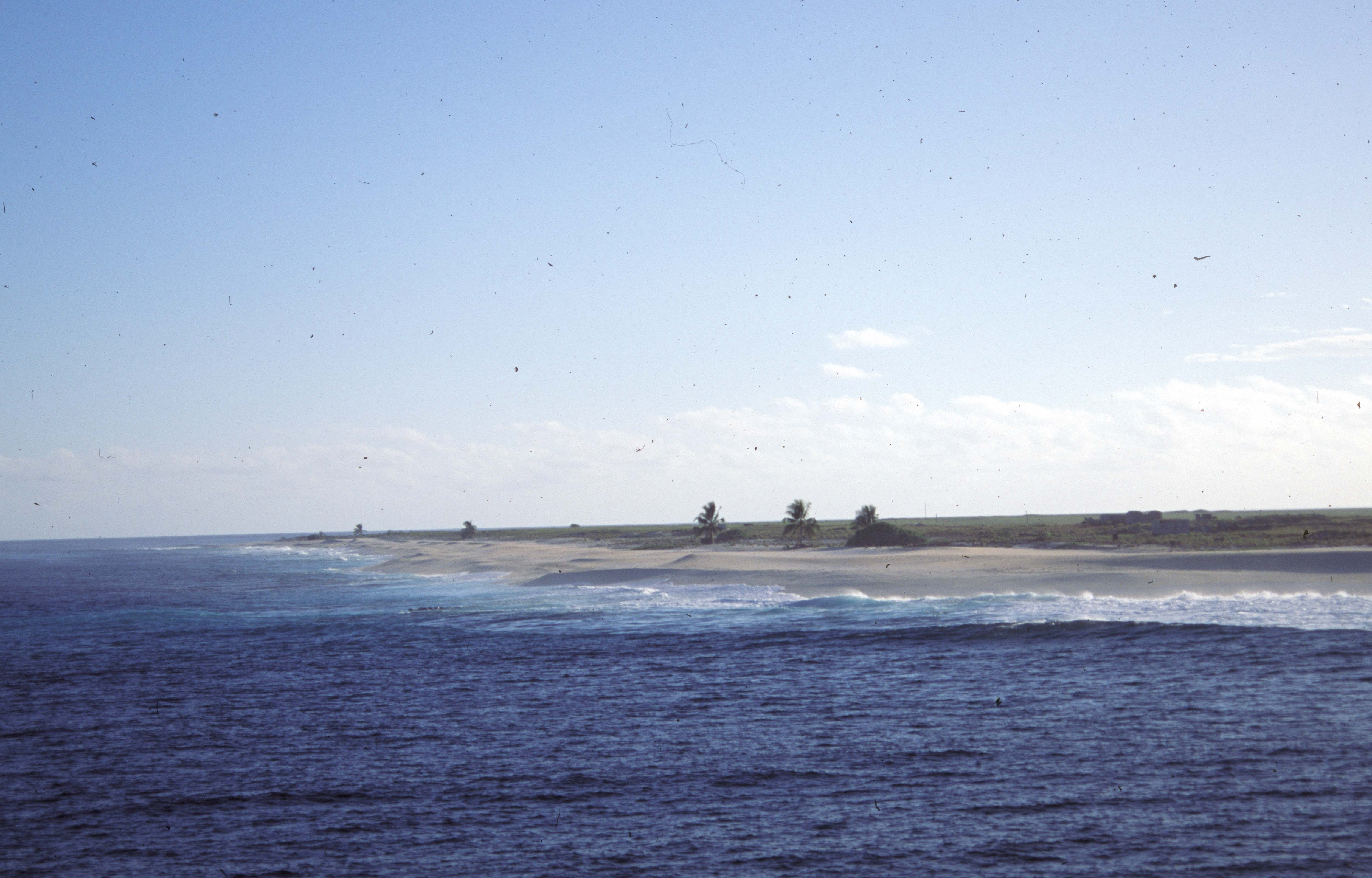
Navio na ilha Malden com ruínas de antigo povoado
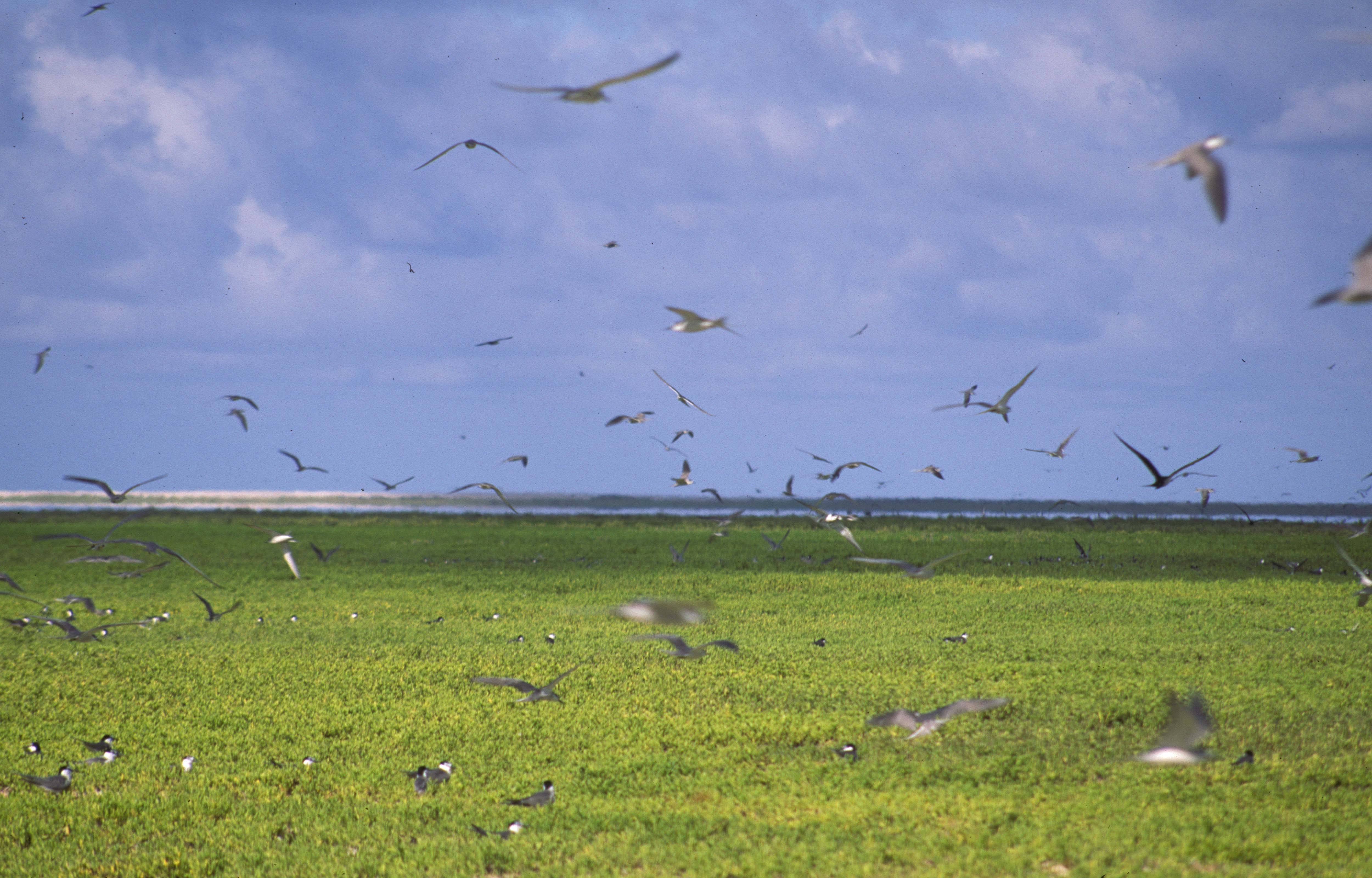
Aves e lagoa em fundo